# Pena Blanca
Pena Blanca és una concentració de població designada pel cens dels Estats Units a l'estat de Nou Mèxic. Segons el cens del 2000 tenia 661 habitants.

## Demografia
Segons el cens del 2000, Pena Blanca tenia 661 habitants, 226 habitatges, i 169 famílies. La densitat de població era de 37,6 habitants per km².
Dels 226 habitatges en un 38,5% hi vivien nens de menys de 18 anys, en un 54,4% hi vivien parelles casades, en un 10,2% dones solteres, i en un 25,2% no eren unitats familiars. En el 16,8% dels habitatges hi vivien persones soles el 7,5% de les quals corresponia a persones de 65 anys o més que vivien soles. El nombre mitjà de persones vivint en cada habitatge era de 2,92 i el nombre mitjà de persones que vivien en cada família era de 3,33.
Per edats la població es repartia de la següent manera: un 29,7% tenia menys de 18 anys, un 10,4% entre 18 i 24, un 28,3% entre 25 i 44, un 21,9% de 45 a 60 i un 9,7% 65 anys o més.
L'edat mediana era de 33 anys. Per cada 100 dones de 18 o més anys hi havia 94,6 homes.
La renda mediana per habitatge era de 24.063 $ i la renda mediana per família de 28.214 $. Els homes tenien una renda mediana de 19.732 $ mentre que les dones 24.583 $. La renda per capita de la població era de 15.401 $. Aproximadament el 25,3% de les famílies i el 27% de la població estaven per davall del llindar de pobresa.

## Poblacions properes
El següent diagrama mostra les poblacions més properes.